# Chapelle Sainte-Catherine-de-Sienne de Nanterre
La chapelle Sainte-Catherine-de-Sienne est une église catholique située au 50, rue des Pâquerettes à Nanterre (Hauts-de-Seine), dans le quartier du Petit-Nanterre. Elle est dédiée à sainte Catherine de Sienne.

## Historique
À cet endroit se trouvait dans les années 1950, le bidonville des Pâquerettes. Des prêtres-ouvriers y furent affectés, le père André Bauger y avait aménagé une maison-chapelle dans un ancien baraquement militaire.
La chapelle Sainte-Catherine est le seul vestige de ce bidonville.
Édifiée sous la direction de l'Association diocésaine de Paris, elle est inaugurée le 24 novembre 1936 et agrandie en 1965.

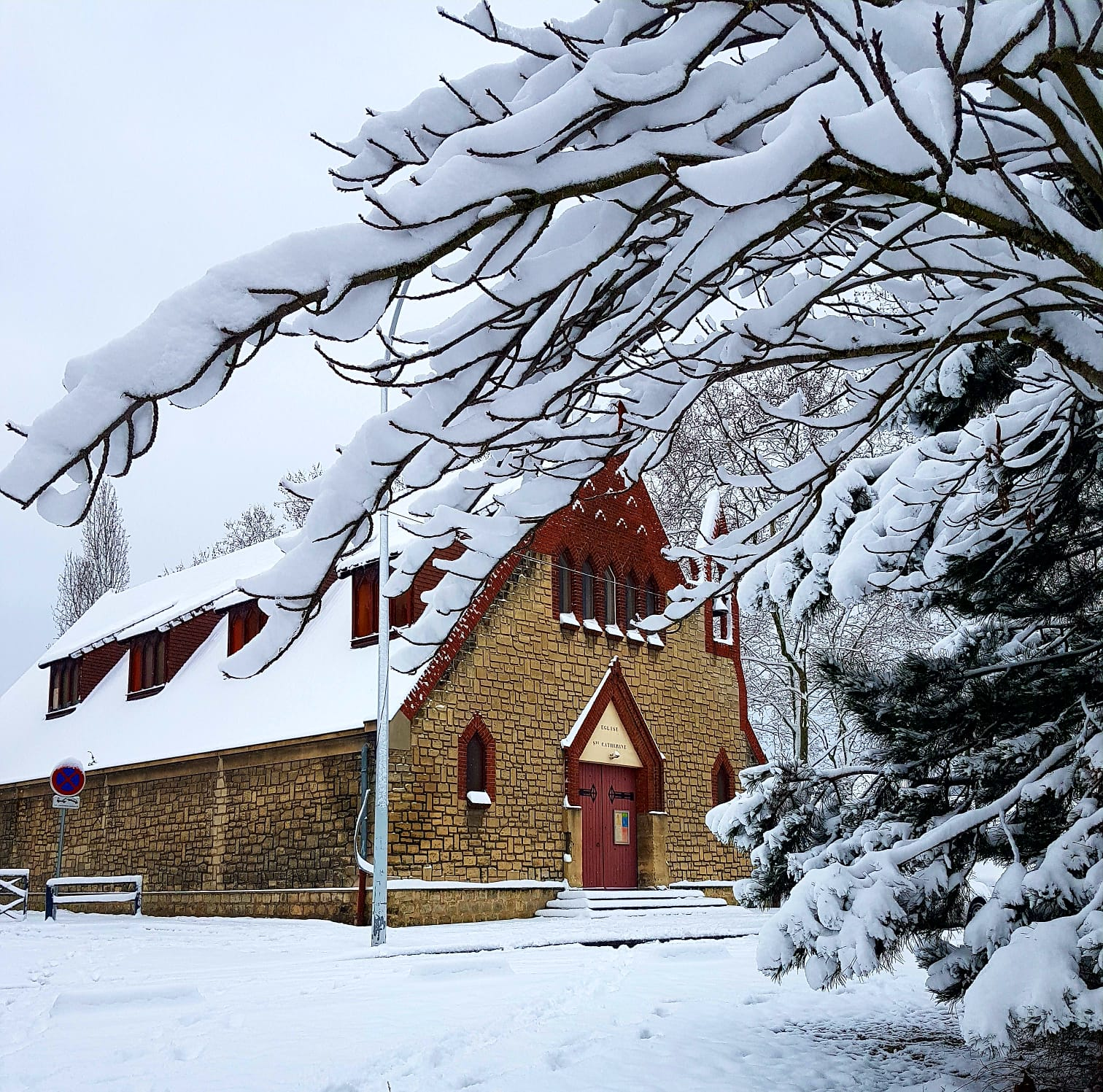
La chapelle sous la neige.

## Paroisse
C'est un des trois lieux de culte desservant la paroisse Nanterre Nord.